# Deborah Ellis

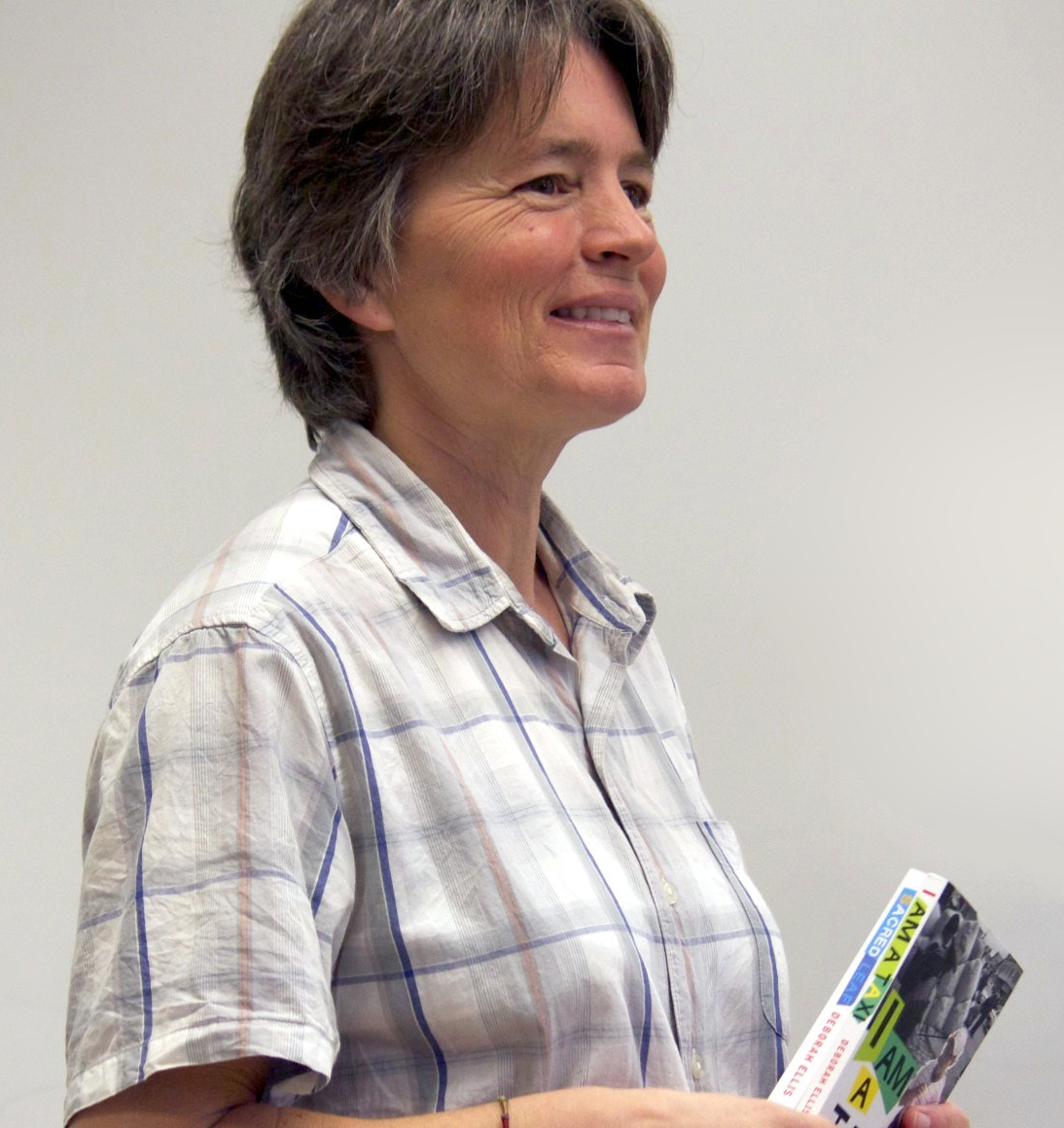
Deborah Ellis

Deborah Ellis (* 7. August 1960 in Cochrane, Ontario) ist eine kanadische Autorin und Psychotherapeutin in Toronto.

## Karriere
Sie begann mit elf oder zwölf Jahren Kinderbücher zu schreiben. 1999 verbrachte sie viele Monate in afghanischen Flüchtlingslager in Pakistan. Dort interviewte sie Flüchtlinge und verwendete diese Informationen für ihr Buch Die Sonne im Gesicht, das 2001 erschien.

## Werke in deutscher Übersetzung
- 2001: Die Sonne im Gesicht; Verlag Jungbrunnen.
- 2003: Allein nach Mazar-e Sharif bzw. Im Herzen die Angst – Eine Flucht aus Afghanistan
- 2004: Am Meer wird es kühl sein
- 2006: Das Radiomädchen; Verlag Jungbrunnen
- 2008: Wenn ich einen Wunsch frei hätte… Kinder aus Israel und Palästina erzählen. Sachbuch. Übers. Birgit Schmitz. Campus Verlag, Frankfurt 2008 (Three Wishes, Palestinian and Israeli Children Speak. Groundwood Books, 2004)
- 2009: Ansichtssache. Verlag Jungbrunnen
- 2011: Rosen, Tulpen, Nelken, alle Blumen welken. Übers. Franka Reinhart. Random House cbj, 2013 (True Blue Pajama Press, 2011)
- 2014: Ich heiße Parvana. Verlag Jungbrunnen